# Panunggulan (Tunjung Teja)
Panunggulan is een bestuurslaag in het regentschap Serang van de provincie Banten, Indonesië. Panunggulan telt 4981 inwoners (volkstelling 2010).